# Arcidiocesi di Porto Velho
L'arcidiocesi di Porto Velho (in latino: Archidioecesis Portus Veteris) è una sede metropolitana della Chiesa cattolica in Brasile. Nel 2021 contava 416.413 battezzati su 867.882 abitanti. È retta dall'arcivescovo Roque Paloschi.

## Territorio
L'arcidiocesi comprende 13 comuni nella parte settentrionale dello stato brasiliano di Rondônia: Alto Paraíso, Ariquemes, Buritis, Cacaulândia, Campo Novo de Rondônia, Candeias do Jamari, Cujubim, Itapuã do Oeste, Machadinho d'Oeste, Monte Negro, Rio Crespo, Vale do Anari e Porto Velho.
Sede arcivescovile è la città di Porto Velho, dove si trova la cattedrale del Sacro Cuore di Gesù.
Il territorio si estende su una superficie di 84.696 km² ed è suddiviso in 30 parrocchie, raggruppate in 2 regioni pastorali: Ariquemes e Porto Velho.

### Provincia ecclesiastica
La provincia ecclesiastica di Porto Velho, istituita nel 1982, comprende le seguenti suffraganee:
- diocesi di Cruzeiro do Sul,
- diocesi di Guajará-Mirim,
- diocesi di Humaitá,
- diocesi di Ji-Paraná,
- diocesi di Rio Branco,
- prelatura territoriale di Lábrea.

## Storia
La prelatura territoriale di Porto Velho fu eretta il 1º maggio 1925 con la bolla Inter Nostri di papa Pio XI, ricavandone il territorio dalle diocesi di Amazonas (oggi arcidiocesi di Manaus) e di São Luiz de Cáceres. Originariamente era suffraganea dell'arcidiocesi di Belém do Pará.
Il 1º marzo 1929 cedette una porzionie del suo territorio a vantaggio dell'erezione della prelatura territoriale di Guajará-Mirim (oggi diocesi).
Il 31 gennaio 1948 fu istituito il capitolo cattedrale per effetto della bolla In maximo cuiusvis di papa Pio XII.
Il 16 febbraio 1952 entrò a far parte della provincia ecclesiastica dell'arcidiocesi di Manaus.
Il 26 giugno 1961 e il 3 gennaio 1978 cedette altre porzioni di territorio a vantaggio dell'erezione rispettivamente delle prelature territoriali di Humaitá (oggi diocesi) e di Vila Rondônia (oggi diocesi di Ji-Paraná).
Il 16 ottobre 1979 la prelatura territoriale fu elevata a diocesi con la bolla Cum praelaturae di papa Giovanni Paolo II.
Il 4 ottobre 1982 la diocesi è stata a sua volta elevata al rango di arcidiocesi metropolitana con la bolla Qui beati Petri dello stesso papa Giovanni Paolo II.

## Cronotassi dei vescovi
Si omettono i periodi di sede vacante non superiori ai 2 anni o non storicamente accertati.
- Sede vacante (1925-1946)

- João Batista Costa, S.D.B. † (1º ottobre 1946 - 9 giugno 1982 ritirato)
- José Martins da Silva, S.N.D. † (4 ottobre 1982 - 3 settembre 1997 dimesso)
- Moacyr Grechi, O.S.M. † (29 luglio 1998 - 30 novembre 2011 ritirato)
- Esmeraldo Barreto de Farias, Ist. del Prado (30 novembre 2011 - 18 marzo 2015 nominato vescovo ausiliare di São Luís do Maranhão[1])
- Roque Paloschi, dal 14 ottobre 2015

## Statistiche
L'arcidiocesi nel 2021 su una popolazione di 867.882 persone contava 416.413 battezzati, corrispondenti al 48,0% del totale.
| anno | popolazione | popolazione | popolazione | presbiteri | presbiteri | presbiteri | presbiteri                | diaconi | religiosi | religiosi | parrocchie |
| anno | battezzati  | totale      | %           | numero     | secolari   | regolari   | battezzati per presbitero | diaconi | uomini    | donne     | parrocchie |
| ---- | ----------- | ----------- | ----------- | ---------- | ---------- | ---------- | ------------------------- | ------- | --------- | --------- | ---------- |
| 1949 | 45.000      | 100.000     | 45,0        | 10         |            | 10         | 4.500                     |         | 15        | 26        | 2          |
| 1966 | 240.000     | 250.000     | 96,0        | 14         |            | 14         | 17.142                    |         | 4         | 26        | 4          |
| 1970 | 180.000     | 180.000     | 100,0       | ?          | ?          | ?          | ?                         |         | ?         | ?         | 5          |
| 1976 | 291.000     | 300.000     | 97,0        | 23         | 3          | 20         | 12.652                    |         | 23        | 24        | 10         |
| 1980 | 177.000     | 185.400     | 95,5        | 20         | 3          | 17         | 8.850                     |         | 22        | 29        | 17         |
| 1990 | 212.000     | 221.000     | 95,9        | 34         | 10         | 24         | 6.235                     | 1       | 29        | 46        | 22         |
| 1999 | 432.970     | 463.950     | 93,3        | 43         | 10         | 33         | 10.069                    | 2       | 85        | 63        | 27         |
| 2000 | 598.000     | 664.958     | 89,9        | 29         | 7          | 22         | 20.620                    | 1       | 65        | 63        | 28         |
| 2013 | 464.000     | 680.000     | 68,2        | 44         | 13         | 31         | 10.545                    |         | 79        | 86        | 26         |
| 2016 | 475.900     | 697.700     | 68,2        | 34         | 8          | 26         | 13.997                    |         | 48        | 72        | 28         |
| 2019 | 463.489     | 835.858     | 55,5        | 41         | 15         | 26         | 11.304                    |         | 32        | 75        | 26         |
| 2021 | 416.413     | 867.882     | 48,0        | 43         | 14         | 29         | 9.684                     |         | 43        | 70        | 30         |